# Якуб Селимовски
Якуб Селимовски (на македонска литературна норма: Јакуб Селимовски) е духовник, последен глава - реис ул улема, на Ислямска религиозна общност в Югославия.

## Биография
Селимовски е роден в 1946 година в Кичево в торбешко суфитско семейство. Учи в Кичево, след което завършва Гази Хюсрев бег медресе в Сараево. В 1972 година завършва Теологическия факултет на Университета Ал-Азхар в Кайро. В 1981 година става началник на Ислямската общност в Социалистическа република Македония. От 1990 година Селимовски е последният реис ул улема на Ислямската религиозна общност в Югославия. След установяването на независимостта на Република Македония в 1992 година, Селимовски играе важна роля в създаването на Ислямската религиозна общност в новата държава. Директор е на сектора за образование и наука на общността.
Умира на 29 март 2013 година в болница в Истанбул, Турция.